# 8 Korpus Strzelecki (ZSRR)
8 Korpus Strzelecki (ros. 8-й стрелковый корпус)  – wyższy związek taktyczny Armii Czerwonej.
W 1939 roku wchodził w skład 5 Armii i wraz z wojskami III Rzeszy i Słowacji od 17 września brał udział w ataku na Polskę. W czasie niemieckiego ataku na Związek Radziecki 8 KS należał do 26 Armii i dowodził nim gen. mjr Michaił Sniegow. Po walkach w rejonie Przemyśla, w których wyróżniła się 99 DP, 8 KS został zmuszony do odworotu. Po otoczeniu został rozbity przez wojska niemieckie, a dowodzący korpusem gen. Michaił Sniegow dostał się do niewoli.

## Dowództwo korpusu
Dowodcy:
- Ilja Garkawy
- Wasilij Blücher
- Iwan Griaznow
- Siemion Uricki
- komkor Maksim Antoniuk
- komdiw Dmitrij Kozłow
- kombrig Wasyl Gierasimenko
- komdiw Josif Rubin[4]
- gen. mjr Michaił Sniegow[2]

Szefowie sztabu:
- płk Aleksandr Kudriaszow[4]

## Struktura organizacyjna
Skład w 1939:
jednostki korpuśne oraz
- 44 Dywizja Piechoty
- 81 Dywizja Piechoty
- 36 Brygada Pancerna[5].

Skład 22 czerwca 1941:
- 72 Dywizja Górska
- 99 Dywizja Piechoty
- 173 Dywizja Piechoty